# Kaliofilite
La kaliofilite è un minerale.